# ربض هسلوبي
ربض هسلوبي (الاسم العلمي:Huernia hislopii) هو نوع غير مؤكد من النباتات يتبع جنس الربض من الفصيلة الدفلية.